# Lygodium spectabile
Lygodium spectabile là một loài dương xỉ trong họ Lygodiaceae. Loài này được Liebm. E. Fourn. mô tả khoa học đầu tiên năm 1872.